# Ciurea (okręg Neamț)
Ciurea – wieś w Rumunii, w okręgu Neamț, w gminie Pâncești. W 2011 roku liczyła 266 mieszkańców.